# 척주관
척주관(脊柱管, vertebral canal, spinal canal) 또는 척주강(脊柱腔, spinal cavity)은 척수(spinal cord)가 지나는 척추뼈 안의 공간으로, 인체의 여러 강(腔, cavity) 중에 뒷쪽에 분포한다. 척주관은 척추뼈구멍(vertebral foramen)이 에워싸고 있으며, 뒤쪽의 황색인대(ligamentum flavum), 앞쪽의 뒤세로인대(후종인대, posterior longitudinal ligament)에 의해 보호받는다. 다시 황색인대(ligamentum flavum)는 척추뼈고리가 위치하며 후종인대(posterior longitudinal ligament)에는 추간판(椎間板,intervertebral disc)과 척추뼈몸통(body of vertebrae)들이 위치한다.
수막(meninges)의 가장 바깥층은 경질막(dura mater)이고, 그 다음층은 거미막(arachnoid mater)이며, 가장 안층은 연질막(pia mater)이다. 수막은 척추관을 경막외공간(epidural space)과 거미막밑공간(subarachnoid space)으로 나눈다. 연질막은 척수에 가까이 붙어있다. 거미막은 경질막에 마치 거미줄처럼 격자모양으로 엉키듯 접해있으므로, 경질막밑공간(subdural space)는 일반적으로 외상 등의 병적상태에서 나타난다. 거미막밑공간은 뇌척수액(cerebrospinal fluid)이 차있으며, 척수에 혈액을 공급하는 혈관들(앞척수동맥, 뒤척수동맥)이 지나가며, 그에 상응하는 척수정맥들이 지나간다. 경막외공간에는 느슨한 지방조직이 있으며, 벽이 얇은 정맥들로 구성된 앞척주정맥얼기(ant. vertebral venous plexus)와 뒤척주정맥얼기라는 넓고 복잡하게 얽힌 혈관망이 있다.
척주관은 장 페르넬(Jean Fernel)에 의해 처음으로 서술되었다.

## 척추강내 척수
|      |
| 예시 |

## 같이 보기
- 척추뼈고리
- 척추뼈고리판